# Presupposizione (diritto)
In diritto civile si parla di presupposizione quando le parti, nel concludere un negozio giuridico, fanno riferimento ad una circostanza esterna, attuale o futura, che, senza essere espressamente menzionata nel negozio, ne costituisce il presupposto oggettivo.
Le parti, pur non facendone espressa menzione nel contratto, hanno considerato pacifica e come determinante per la conclusione dell'affare una data situazione di fatto attuale o futura. Es. mi impegno a pagare una somma di denaro per poter aver accesso in un dato giorno ad un balcone, senza che si dica espressamente che il contratto viene stipulato per assistere al passaggio di un corteo, sebbene sia evidente e pacifico che questa è la ragione che induce alla stipulazione.
Creata dalla pandettistica tedesca (Voraussetzung) e rielaborata nel '900 in prospettiva meno soggettivistica (Geschäftsgrundlage), si differenzia:
- Dalla condizione, perché quest'ultima si tratta di un avvenimento futuro ed incerto dal quale dipendono l'inizio (condizione sospensiva) o la cessazione (condizione risolutiva) degli effetti del contratto e dev'essere menzionata espressamente nel negozio, mentre la presupposizione è una circostanza esterna che non dev'essere espressa (spesso si parla della presupposizione come condizione inespressa o condizione implicita).